# Danio kyathit
Danio kyathit es una especie de peces de la familia Cyprinidae.

## Morfología
Los machos pueden llegar alcanzar los 3,5 cm de longitud total.

## Hábitat
Es un pez de agua dulce.

## Distribución geográfica
Se encuentra en los tramos altos de tres afluentes por la derecha del río Irawadi (Hpa-Lap Chaung, Mogaung y Chindwin) en Birmania.